# 福島医療生活協同組合 (大阪府)
福島医療生活協同組合（ふくしまいりょうせいかつきょうどうくみあい）とは、大阪府大阪市福島区に本部を置いていた医療生協である。2023年10月、公益財団法人淀川勤労者厚生協会と法人合同した。

## 概要
大阪市福島区内に1医科診療所、3介護事業所を展開する。全日本民主医療機関連合会(民医連)加盟法人。

## 組合員数・出資金
- 組合員数：5,529人(2020年9月1日現在)[3]
- 出資金：9,715万5,700円(2020年9月1日現在)[3]

## 医科診療所

### 野田診療所
所在地 - 大阪市福島区野田3-13-44
標榜診療科 - 内科,消化器科,小児科,循環器科,呼吸器科,リハビリテーション科,放射線科

## 介護事業所

### ホームヘルパーステーションえがお
所在地 - 大阪市福島区吉野4-5-2 旧吉野診療所1階

### 介護支援センターえがお
所在地 - 大阪市福島区吉野4-5-2 旧吉野診療所4階

### 野田診療所デイケア
所在地 - 大阪市福島区野田3-13-44（野田診療所内）
自立した生活を送るためのリハビリテーションを提供、心身機能の回復や寝たきりを防ぐ介護予防を提供している。また、短時間リハビリ（1～2時間）も実施。

## 不祥事

### 福島民主鍼灸所における診療報酬不正請求(2017年)
2017年9月中旬、保険者からの医療費・受診履歴の通知と実際との不整合を不審に思った患者からの問い合わせにより、鍼灸師による診療報酬の不正請求(医療詐欺)が発覚。内部調査の結果、複数の患者の健康保険を利用した不正請求（架空の診療に対する診療報酬請求）やカルテの不備が明らかになった。当該鍼灸師は懲戒解雇、理事会は鍼灸所を閉鎖とした。組合側は不正受給額の総額など詳細については公表していない。

## 交通アクセス
- JR大阪環状線「野田駅」徒歩5分
- OsakaMetro千日前線「玉川駅」徒歩5分